# Relations entre la Chine et le Maroc
Les relations entre la Chine et Maroc font référence aux relations bilatérales entre la Chine et le Maroc. Les deux pays ont établi des relations diplomatiques en novembre 1958.

## Relations et représentations diplomatiques
Le Maroc dispose d'une ambassade à Beijing, qui fait également office de consulat général. La Chine pour sa part dispose d'une ambassade à Rabat.
En juin 2016, le Maroc décide d'exempter les ressortissants chinois de visa touristique. Cette mesure a pour conséquence de multiplier par six le nombre de touristes chinois entre 2015 et 2018, pour s'élever à 180000. En 2020, le Maroc participe aux essais de phase 3 du vaccin Sinopharm contre la Covid-19 et choisit en 2021 de faire notamment appel au laboratoire chinois dans sa stratégie de vaccination contre le virus.
Concernant le dossier du Sahara occidental, la Chine a toujours prôné une certaine neutralité ne reconnaissant ni la RASD, ni la souveraineté du Maroc sur le territoire. En tant que membre permanent du conseil de sécurité de l'ONU, la Chine a soutenu en 2018 la résolution 2240 qui appelle à "parvenir à une  solution politique réaliste, pragmatique et durable à la question du Sahara occidental, qui repose sur le compromis". Cependant, en 2021, la Chine a rompu avec cette neutralité en votant la résolution 2602 proposée par les États-Unis et très favorable au plan d'autonomie sous souveraineté marocaine proposé par le Maroc. Cette même résolution place l'Algérie comme partie prenante du conflit, ce qu'à toujours réfuté l'Algérie qui refuse le principe des tables rondes l'incluant explicitement.

## Investissements chinois au Maroc
De 2000 à 2012, les médias rapport pas moins de 36 participations chinoises à au financement de projets au Maroc. Ces projets vont d'un protocole d'accord de 248 millions de dollars avec l'Export-Import Bank of China pour la construction de l'autoroute Berrechid - Beni Mellal en 2011 à un accord pour un prêt préférentiel de 150 millions de CNY à Rabat pour construire et équiper huit hôpitaux généralistes privés dans diverses régions du Maroc.
En novembre 2016, le Maroc a annoncé qu'il prévoyait  de développer un nouveau pôle économique dans le nord du pays, avec l'aide d'organisations de développement et de multinationales chinoises, dont la société aéronautique internationale Haite Group, Morocco-China International et BMCE Bank of Africa. . Le projet devrait coûter 11 milliards de dollars.
En 2022, Les investissements chinois au Maroc ont capitalisé, un montant de plus de 56 millions de dollars, portent principalement sur les secteurs de l’industrie, des grands travaux, du transport, de l’immobilier, de l’énergie et des mines, avec une part de 52 % pour l’industrie, pour frôler, en 2023, les 8 milliards de dollars.
De même, La Chine a néanmoins participé à la construction du complexe solaire Noor, à Ouarzazate, et se positionne sur les futurs chantiers d’extension de la ligne de train à grande vitesse entre Kénitra, Marrakech et Agadir, plaçant le Maroc, "parmi les cinq premiers pays visés en 2023 par des investissements chinois" indique le magazine britannique The Economist.

## Droits de l'homme
En juin 2020, le Maroc faisait partie des 53 pays à avoir soutenu la loi sur la sécurité nationale de Hong Kong aux Nations unies.

## La relation commerciale entre le Maroc et la Chine
Depuis l’établissement de leurs relations diplomatiques en 1958, le Maroc et la Chine ont construit un partenariat durable et diversifié. Au fil des décennies, leur coopération bilatérale s’est intensifiée, en particulier dans les secteurs commercial et économique.
Selon l’Institut de recherche industrielle Huajing, les échanges commerciaux entre la Chine et le Maroc ont atteint 4,092 milliards de dollars américains entre janvier et mai 2025, marquant une hausse de 14,3 % par rapport à la même période en 2024. Durant cette période, les exportations chinoises vers le Maroc ont progressé de 16,6 %, atteignant 3,686 milliards de dollars. En revanche, les importations chinoises en provenance du Maroc ont diminué de 3,1 %, s'établissant à 407 millions de dollars.

## Éducation
Trois Instituts Confucius ont été créés au Maroc, le premier en mars 2008 à l'Université Mohammed V, le deuxième en mai 2012 à l'Université Hassan II de Casablanca et le troisième à l'Université Abdelmalek Essaâdi de Tétouan en septembre 2016.